# ハンスのばか
『ハンスのばか』（独: Hans Dumm）は『グリム童話』に収録されていた童話の一編。その内容から第七版までには削除される。

## あらすじ
昔、ある国の姫が突然妊娠（処女懐妊）した。父親がわからず困った王様は、一計を案じ「生まれてきた子供を聖堂に置き、レモンを持たせて、そのレモンを渡した男を父親とする（姫の夫とする）」と決め、合わせて「聖堂に入れる者は立派な身分の者に限る」とした。
しかし、なぜかチビで醜い容姿の「ハンスばか」が聖堂に入り込んでしまい、さらに子供はハンスにレモンを渡してしまう。王様は大変腹を立てたが一度出した言葉を違えることはできない。そこで、ハンスと姫と子供を一緒の樽に入れ海へ流してしまった。
姫はハンスを罵るが、ハンスは「自分は願ったことが叶うのだ。姫が妊娠したのも自分がそう願ったからだ」と平然と言った。そして、ハンスは食べ物が欲しい、船が欲しいと願い、それらが全て実現したので姫もハンスを認めた。そして、ハンス達を乗せた船が陸地に着くと、ハンスは城を願い、さらにハンサムな王子になることを願って、それらは全て実現し、ハンス達は幸せな生活を送る。
ある時、あの王様が道に迷ってハンス達の城にたどり着く。ハンス達は、王様を盛大に持てなすが、王様は相手がハンス達だとは気づかない。やがて王様が帰る時、姫は王様の荷物に金の杯を隠し、王様を泥棒だと捕まえてしまう。当然、身に覚えの無い王様は盗んだことを否定するが、金の杯を持っていたのは事実なので困ってしまう。すると姫は「無実の人間を罪に陥れることがどんなに悪いことかわかったでしょう」と言って自らの正体を明かし、王様は反省した。